# Zbigniew Cybulski
Zbigniew Hubert Cybulski (Kniaże, 3 november 1927 - Wrocław, 8 januari 1967) was een Pools filmacteur. Cybulski speelde zijn eerste grote rol in de film Krzyż walecznych van regisseur Kazimierz Kutz. In datzelfde jaar acteerde hij ook in de films Ósmy dzień tygodnia van Aleksander Ford en Popiół i diament van Andrzej Wajda. Vanaf dat moment werd hij gezien als een van de leidende acteurs van de Poolse filmschool.
Cybulski overleed op 8 januari 1967 na een ongeval op het station Wrocław Główny. Hij belandde hierbij onder de trein en werd zodoende overreden. Hij was op dat moment pas 39 jaar.

## Filmografie (selectie)
- Pokolenie (1955)
- Popiół i diament (1958)
- Pociąg (1959)
- Niewinni czarodzieje (1960)
- Rękopis znaleziony w Saragossie (1965)